# 1141 км (пост)
1141 кіломе́тр — залізничний пасажирський зупинний пункт Знам'янської дирекції Одеської залізниці на лінії Олійникове — Колосівка.
Розташований у Вознесенському районі Миколаївської області перед Південним Бугом поблизу присадибних ділянок між станціями Мартинівська (15 км) та Вознесенськ (8 км).
На платформі зупиняються приміські поїзди.